# Ананов план
Ананов план, познат и као план поновног уједињења Кипра, био је предлог Уједињених нација за решавање спора између јужног и северног дела острва. Различити делови предлога засновани су на аргументацији коју је изнела свака страна: (кипарски Турци и кипарски Грци) на састанцима одржаним под покровитељством УН. Предлог је био да се Република Кипар реструктурира како би постала „Уједињена Република Кипар“, федерација двеју држава. Ревидиран је неколико пута пре него што је представљен народу Кипра на референдуму 2004. године, а подржало га је 65% кипарских Турака, али само 24% кипарских Грка.

## Предлог
Ананов план (назван по генералном секретару УН Кофију Анану) прошао је пет ревизија пре него што је достигао коначну верзију. Пета ревизија предложила је стварање Уједињене Републике Кипар, која би покривала острво Кипар у целости осим области суверених база Уједињеног Краљевства. Ова нова земља требало је да буде федерација две конститутивне државе – државе кипарских Грка и државе кипарских Турака – којима се придружио апарат савезне владе.
Овај савезни ниво, за који се тврди да је заснован на швајцарском федералном моделу (али је у пракси заправо сличнији дејтонској Босни и Херцеговини) укључивао би следеће елементе:
- Колективно председништво, састављено од шест чланова са правом гласа, распоређених према становништву (по садашњем нивоу, четири кипарска Грка и два кипарска Турчина), који је изабрао и гласао парламент. Додатна три члана без права гласа би била додељена у односу 2:1.
- Председник и потпредседник, које бира Председништво из реда својих чланова, по једног из сваке заједнице, да се смењују на својим функцијама сваких 20 месеци током петогодишњег мандата савета.
- Дводомно законодавно тело: Сенат (горњи дом), са 48 чланова, поделио је 24:24 између две заједнице; заступнички дом (доњи дом), са 48 чланова, подељених пропорционално популацији две заједнице (са најмање 12 за мању заједницу); врховни суд састављен од једнаког броја судија кипарских Грка и кипарских Турака, плус троје страних судија кога би именовак Председнички савет.

План је укључивао савезни устав, уставе за сваку конститутивну државу, низ уставних и савезних закона и предлог заставе Уједињене Републике Кипар и химне. Такође је предвидео Комисију за помирење која би зближила две заједнице и решила нерешене спорове из прошлости. Такође би успоставило ограничено право на повратак између територија две заједнице, и омогућило би и Грчкој и Турској да задрже стално војно присуство на острву, уз постепено смањење броја трупа.
Главне критике самог плана биле су: ограничено право повратка интерно расељених лица, стране судије у Врховном суду (што је било видљиво на примеру Босне и Херцеговине и њеног уставног суда), загарантовано присуство турске војске, као и контрола Британије над околним водама.

## Преговори

### Планови I и II
Након Резолуције 1250 Савета безбедности Уједињених нација од 29. јуна 1999, којом се од генералног секретара захтева да позове два лидера заједница на Кипру на преговоре, Алваро де Сото је именован за специјалног саветника генералног секретара за Кипар, генерални секретар је посетио Турску, а председник САД Бил Клинтон Турску и Грчку а блиски преговори у Њујорку договорени су почевши од 3. децембра. Мотивација за овај поновни покушај нагодбе на Кипру било је чланство Кипра у ЕУ и страх да ће такав развој догађаја створити препреку надама Турске да се придружи. Ова перспектива је била од посебног значаја не само за Турску, већ и за САД и УК, које су обе желеле да промовишу чланство Турске у ЕУ. Даља брига била је будућност британских војних база и инсталација на Кипру које су и Уједињено Краљевство и Сједињене Америчке Државе сматрале суштинским. У закључцима самита ЕУ у Хелсинкију од 10. до 11. децембра поздрављено је покретање преговора у Њујорку и наведено да ће „политичко решење олакшати приступање Кипра Европској унији“. Потом је уследило запажање да „ако се завршетком приступних преговора не постигне решење, одлука Савета о приступању биће донета без претходног услова“. Међутим, ЕУ је задржала своје опције отвореним додајући: „У овоме ће Савет узети у обзир све релевантне факторе.“
Након преговора у Њујорку, у Женеви су одржане још четири рунде блиских преговора: 31. јануар – 8. фебруар, 24. јул – 4. август, 12–26. септембар и 1–10. новембар 2000. Дана 24. новембра, као одговор на процену генералног секретара преговора (8. новембра 2000), коју је лидер кипарских Турака Рауф Денкташ одбацио и потом је најавио повлачење из преговора „јер никакав напредак није могао бити постигнут док две одвојене државе не буду признате". У одлуци га је подржала Турска.
Након скоро годину дана без разговора и због тога малог напретка, Алваро де Сото је 5. септембра 2001. објавио да сам „у име генералног секретара пренео његовој екселенцији лидера кипарских Грка Глафкоса Клеридеса и Рауфа Денкташа, лидера кипарских Турака, позив да се настави трагање за свеобухватним решењем кипарског проблема под покровитељством генералног секретара… са одвојеним састанцима генералног секретара са сваким од двојице лидера 12. септембра 2001. у Њујорку.“ Денкташ је истог дана одбио Ананов позив, али га је посета Кипру у октобру 2001. председника Европске комисије Романа Продија натерала да поново размисли. Током посете Проди је изјавио да ће Кипар постати чланица ЕУ са или без решења. Убрзо након тога, Денкташ је ступио у преписку са Клеридесом, а састанак у присуству Алвара де Сота организован је у Никозији 4. децембра 2001. Након састанка, де Сото је саопштио да су се двојица лидера договорила следеће:
- Да ће генерални секретар Уједињених нација, у вршењу своје мисије добрих услуга, позвати два лидера на директне разговоре;
- Да ће се ови разговори одржати на Кипру почев од средине јануара 2002. године у просторијама УН;
- Да неће бити предуслова;
- Да ће сва питања бити на столу;
- Да ће наставити да преговарају у нади док се не постигне свеобухватно решење;
- Да ништа неће бити договорено док се све не договори.

Нова рунда преговора одржана је у Никозији и трајала је од 16. јануара. У септембру је место одржавања премештено у Париз, а затим су у октобру одржани састанци у Њујорку. Након састанака у Њујорку, Алваро де Сото, прочитао је поруку генералног секретара да „свеобухватно решење мора бити сложено, интегрисано, правно обавезујуће и споразумно, где су права и обавезе свих заинтересованих јасна, недвосмислена и не подлежу даљим преговорима.“
Алваро де Сото је 11. новембра 2002. представио свеобухватан план за решавање кипарског питања (Ананов план I). Након повратних информација, али без преговора између две стране, ревидирана верзија је објављена 10. децембра (Ананов план II), два дана пре самита ЕУ у Копенхагену. У свом извештају Савету безбедности од 1. априла 2003, Кофи Анан открива да је Самит Европског савета у Копенхагену 12. и 13. децембра 2002. виђен као рок: "Мој специјални саветник је помогао у вођењу дискусија и до средине 2002. давао је конкретне предлоге како би помогао странама да изграде мостове. Међутим, уздржао сам се од давања писаног суштинског доприноса све до 11. новембра 2002, када сам, пошто није постигнут никакав напредак и верујући да ниједан други правац деловања није остао отворен ако би се искористила прилика, изнео документ за који сам веровао да представља здраву основу за договор о свеобухватном решењу. Након интензивних консултација, изнео сам ревидирани предлог 10. децембра 2002, у нади да ћу помоћи странама да постигну споразум на време за Европски савет у Копенхагену 12. и 13. децембра 2002. године."
Према Клер Пејли, ревизије Анановог плана I "нису биле равноправне":„… гледано свеукупно, промене Анановог првог плана, направљене пре самита у Копенхагену, почеле су да мењају равнотежу даље од постојећих „компромиса“ у „предлозима за премошћивање“ иако су, зарад „образа“, неки релативне измене учињене као одговор на представке кипарских Грка.“
Извршен је интензиван притисак на обе стране да пристану на Ананов план II пре одлуке самита у Копенхагену у вези са захтевом за чланство Кипра, али безуспешно. Ипак, самит је потврдио да ће цео Кипар постати члан 1. маја 2004, али „у недостатку решења, примена права и обавеза чланица ЕУ на северни део острва ће бити суспендована”: "Кипар ће бити примљен као нова држава чланица Европске уније. Ипак, Европски савет потврђује своју снажну склоност ка приступању уједињеног Кипра у Европску унију. У том контексту поздравља посвећеност кипарских Грка и кипарских Турака да наставе преговоре са циљем закључења свеобухватног решења кипарског проблема до 28. фебруара 2003. године на основу предлога Генералног секретара УН. Европски савет верује да ти предлози пружају јединствену прилику за постизање решења у наредним недељама и позива лидере заједница кипарских Грка и кипарских Турака да искористе ову прилику…. Европски савет је одлучио да се, у недостатку решења, обустави примена заједничких права и обавеза које је обавезујуће за све државе чланице ЕУ на северни део острва, док Савет једногласно не одлучи другачије, на основу предлога Комисије. У међувремену, Савет позива Комисију да, у консултацији са владом Кипра, размотри начине за унапређење економског развоја северног дела Кипра и његово приближавање Унији. "
У исто време Турској је речено да ће одлука о датуму почетка преговора о придруживању бити одложена док се Кипар не придружи: "Ако Европски савет у децембру 2004. године, на основу извештаја и препоруке Комисије, одлучи да Турска испуњава политичке критеријуме из Копенхагена, Европска унија ће без одлагања отворити приступне преговоре са Турском."

### План III
Уследило је исхитрени покушај Алвара де Сотоа и његовог тима да изнесу верзију плана коју би обе стране могле да прихвате пре 28. фебруара 2003, рока који је поставила ЕУ како би цео процес би могао да буде завршен пре потписивања споразума о приступању ЕУ од стране Кипра, који је одржан 16. априла 2003. године. У свом Извештају од 1. априла 2003. Кофи Анан је написао да верује да је трећи план, који је достављен двема странама два дана пре рока, требала да буде коначна верзија плана: "Током последње недеље у фебруару посетио сам Турску, Грчку и Кипар, а 26. фебруара сам званично представио трећи, и за који сам веровао да би требало да буде коначна верзија мог плана, под називом Основа за свеобухватно решење кипарског проблема. Пре моје посете мој специјални саветник је допринео писању важних промена које сам имао на уму. Ова верзија је садржала даља побољшања, посебно се бавила основним захтевима турске стране у исто време и испуњавала низ забринутости кипарских Грка како би се одржала укупна равнотежа. Такође сам попунио све преостале празнине у кључним деловима плана, посебно оне које се односе на безбедност око којих Грчка и Турска нису успеле да се договоре."
Према речима Клер Пејли, тим УН је „поново извршио измене у складу са турским забринутостима“, а она као потврду наводи фразу „посебно испуњавајући основне захтеве турске стране“ из горњег параграфа.
Након што је представио „коначну“ верзију Плана, Кофи Анан је позвао лидере кипарских Грка и Турака 10. марта у Хаг, где је требало да га обавесте да ли су спремни „да потпишу обавезу да поднесу план на одобрење на посебном истовремени референдуми 30. марта 2003.“. У међувремену, План је измењен са додатком опсежних „Исправки и појашњења“, и у овом новом облику представљен је лидерима 7. марта 2003. На страни кипарских Грка дошло је до промене руководства након избора 16. фебруара када је Тасос Пападопулос изабран за председника Републике Кипар. Измењени План је добио када је ишао за Хаг да се састане са генералним секретаром.
Дана 10. марта 2003. у Хагу, у Холандији, напори УН су пропали када је Денкташ рекао генералном секретару да неће ставити Ананов план на референдум. Како преноси Би-Би-Си, „коначно је била страна кипарских Турака та која је одбила да чак и даље разговара и која је окривљена за неуспех мировног процеса”. У истом новинском чланку Денкташ је цитиран како је рекао: "План је био неприхватљив за нас. Ово није био план за који бисмо тражили од наших људи да гласају."
У свом извештају, Кофи Анан је ово видео као крај пута: "Дана 11. марта, у 05:30 сати и након више од 19 сати преговора са двојицом лидера и Гарантних сила, саопштио сам да таквог договора није било и у том тренутку је процес који је започет децембра 1999. године дошао до краја пута. Канцеларија мог специјалног саветника на Кипру, која је отворена пре директних преговора, биће затворена током априла."

### Планови IV и V
Како се 2003. ближила крају и приближавао се датум приступања Кипра ЕУ, почела је навала дипломатских активности на оживљавању преговора. Специјални координатор америчког Стејт департмента за Кипар Томас Вестон састао се са министром спољних послова Џорџом Папандреуом у Вашингтону 17. септембра 2003. и рекао му да САД желе „тренутни наставак разговора две стране на острву“. На састанку Европског савета у Бриселу 12. децембра 2003, Савет је поновио своју преференцију „да се уједињени Кипар поново придружи Унији 1. маја 2004.“ и позвао „све заинтересоване стране, а посебно Турску и руководство кипарских Турака, да снажно подржи напоре генералног секретара УН“ у „непосредном наставку разговора на основу његових предлога“.
У децембру је Томас Вестон посетио Грчку, Кипар и Турску; амерички председник Џорџ В. Буш је 26. децембра писао грчком премијеру Костасу Симитису позивајући га да се заложи за решење Кипра: „Сада имамо прозор могућности да се постигне решење тако да се уједињени Кипар придружи Европској унији. Не смемо дозволити да се тај прозор затвори." Симитис је одговорио похваливши страну кипарских Грка и истичући да „време истиче због неспремности турске стране да сарађује“.
У међувремену, парламентарни избори на Северном Кипру (14. децембар 2003.) променили су политички пејзаж. Мехмет Али Талат, који је предводио коалицију про-Ананових партија, за длаку је победио садашњег премијера Дервиша Ероглуа. Избори су недавно донели и промену руководства у Турској, а Реџеп Тајип Ердоган је постао премијер 14. марта 2003. године. Партија правде и развоја спровела је велику промену у политици подржавањем мировног процеса на острву. Ердоган, који жели да постигне напредак по питању чланства Турске у ЕУ, „није био за праћење кипарске политике која се спроводила последњих 30 или 40 година“. Он је критиковао Денкташа, рекавши: „Ово није лична ствар господина Денкташа“, и додајући да би Денкташ „требао да обрати више пажње на оно што мисле кипарски Турци као и на растући протест против његове владавине“. Међутим, аналитичари су сугерисали да он и Денкташ нису били толико удаљени у ономе што су желели од нагодбе – само су се разишли око тактике, а Ердоган је више волео да: „Ни Турска ни Турски Кипар не би требало да остављају бескомпромисан утисак. Не би требало да будемо страна држање подаље од преговарачког стола.“
Након Ердоганове изјаве, резултат постизборног маневрисања на Северном Кипру био је да је Талат формирао владу у савезу са Демократском странком коју је предводио син Рауфа Денкташа, Сердар Денкташ. Међутим, Рауф Денкташ је остао председник, пошто се председник бира на одвојеним изборима.
Дана 4. фебруара 2004, након што је разговарао са председником Бушом, Кофи Анан је послао писмо обема странама у коме их је позвао у Њујорк 10. фебруара 2004. Анан је у свом писму предложио да се преговори наставе са циљем финализације плана до 31. марта, а референдума 21. априла. За себе је такође резервисао задатак да по потреби допуни текст плана: „Јасно је пожељно да текст из преговора изађе завршен… Међутим, ако се то не догоди, ја бих до 31. марта дао све неопходне сугестије да се текст доврши. Наравно, ја бих то урадио само са највећом невољношћу…“ 
У Њујорку је вршен притисак на две стране да се генералном секретару дају овлашћења арбитра или посредника, али страна кипарских Грка се није сложила. Савет безбедности је затражио од генералног секретара да олакша преговоре у оквиру својих „добрих услуга“, а било какво продужење тог мандата требало је тражити од Савета безбедности, где је, међутим, било која од његових чланица могла да употреби вето, односно да одбије захтев. Након интензивних преговора, процедура описана у Анановом писму организована је у фазама. У фази 1, кипарске стране би преговарале „у оквиру моје [Ананове] мисије добрих услуга“ у Никозији од 19. фебруара, како би донеле коначни текст до 22. марта. Преговори су требали бити ограничени на питања која су била „у оквиру параметара Плана“.
У недостатку договора, фаза 2 би укључивала сазивање састанка две стране од стране генералног секретара, „уз учешће Грчке и Турске како би се омогућила њихова сарадња, у концентрисаним напорима да се усагласе око финалног текста до 29. марта. "
У фази 3, генерални секретар би користио своје „дискреционо право да финализује текст који ће бити поднет на референдуму на основу мог плана“. Процедура је проширила улогу која ми је била предвиђена, од довршавања свих недовршених делова плана (попуњавање празнина) до решавања било каквих континуираних и упорних застоја у преговорима.
Када је фаза 1 почела, два кипарска лидера, Рауф Денкташ и Тасос Пападопулос, састајали су се скоро сваког дана на преговорима које је водио Алваро де Сото. Поред тога, бројни технички комитети и пододбори су се састајали паралелно како би радили на детаљима. У свом извештају генералнни секретар УН је приметио да прва фаза напора „није донела значајан напредак на политичком нивоу. Међутим, позитивни резултати су постигнути на техничком нивоу од стране стручњака са две стране уз помоћ експерата Уједињених нација.“ Према речима Клер Пејли, проблеми и кашњења су у овој фази настали због Денкташовог инсистирања на „предлозима који су далеко изнад параметара Плана“. На пример, турска страна је „захтевала масовна одступања од ЕУ“ и „инсистирала на праву да сви турски насељеници остану“. Џејмс Кер-Линдзи примећује да: „Ситуацију је ометала и лоша атмосфера коју је створио Рауф Денкташ, који је изгледао одлучан да заустави процес одржавајући честе конференције за штампу на којима је откривао колико је могао медијима.“
Поред тога, Денкташ је изазвао „мини-кризу“ (тако је било описано у Анановом извештају) изјавом да неће присуствовати разговорима у фази 2. Технички, Фаза 2 разговора не би могла да се одржи без тамошњег лидера кипарских Турака да преговара са лидером кипарских Грка, а Тасос Пападопулос би имао право да одбије да учествује у одсуству лидера кипарских Турака. Како је то било, он је само „нагласио потребу за кредибилним саговорником који би представљао страну кипарских Турака“ и истакао на последњем састанку прве фазе да није постигнут напредак у суштинским питањима. Фаза 2 требало је да се одржи у Швајцарској 24. марта 2004. Након консултација са турском владом, Денкташ је пристао да препусти пуна преговарачка овлашћења премијеру и његовом сину Сердару Денкташу, министру иностраних послова. Према Клер Пејли, страна кипарских Грка била је под притиском „УН-а и разних сила“ да третира премијера и Сердара Денкташа као лидере, али је у стварности Рауф Денкташ остао вођа кипарских Турака „способан у било ком тренутку да повуче своја преговарачка овлашћења или да стави вето на одлуке.“
У Швајцарској је турска страна желела квадрилатералне састанке (две кипарске делегације плус Грчка и Турска), али су кипарски Грци приговорили да се о томе разговарало и одбацило на састанцима у Њујорку. Улога грчког и турског представника није требало да укључује директно учешће у преговорима. Први састанак за преговоре између кипарских страна био је договорен за 24. март, али га је де Сото отказао на захтев премијера, два сата пре него што је требало да се одржи. Нису договорени даљи формални састанци. Уместо тога, де Сото је покушао да натера Тасоса Пападопулоса да му да приоритетну листу жеља. Кипарски Грци су страховали да ће, ако дају такву листу, она бити искоришћена да се оправдају „трговине” и тиме омогући драстичне промене плана у Фази 3 ван већ договорених параметара. Де Сото је 25. марта покушао да натера кипарске странке да потпишу документ о обавези, али му је указано да то није део договорене процедуре.
Амбасадор Турског министарства спољних послова Угур Зијал дао је 26. марта листу „коначних тачака“ Де Соту са захтевом да тим УН-а унесе тражене измене. Када је турски премијер Ердоган стигао у Швајцарску 29. марта, Анан га је обавестио да је тим УН пристао на девет од његових једанаест „тачака“, а да су остале две практично испуњене. Да је то био случај постало је јасно када је Ананов план IV представљен двема странама 29. марта, а турска страна је пустила у јавност Зијалов документ. Анан је замолио делегације да му доставе своје коментаре о новом плану, који је садржао „бројне амандмане, укључујући измене о кључним питањима и поновно отварање суштинских компромиса, претходно договорених“ у року од мање од 24 сата како би он могао да финализује план.  Коначни план, Ананов план V, представљен је 31. марта. Испунила је све захтеве Турске. Представљајући га, Кофи Анан је рекао: "Да будем јасан. Избор није између овог плана поравнања и неког другог магијског или митског решења. У стварности, у овој фази, избор је између овог поравнања и ненагодбе… Овај план је праведан. Дизајниран је да ради. И верујем да Кипранима пружа сигуран оквир за заједничку будућност. На крају крајева, наравно, није важно шта ја мислим. Важно је оно што народ мисли. Они одлучују — и то с правом."

## Партије
| Избор | Кипар                          | Северни Кипар                                        |
| ----- | ------------------------------ | ---------------------------------------------------- |
| Да    | Демократски опоравак           | Републиканска турска партија                         |
| Да    | Уједињене демократе            | Покрет мира и демократије                            |
| 15 Не | Демократска партија Кипра      | Национална партија народног јединства Северног Кипра |
| 15 Не | Покрет социјалне демократије   | Демократска партија Северног Кипра                   |
| 15 Не | Напредна странка радног народа |                                                      |

## Референдум
Одвојени истовремени референдуми одржани на Кипру 24. априла 2004. довели су до тога да је већинско становништво кипарских Грка одбацило план УН (75,38% против), док је мањинско становништво кипарских Турака гласало за план (64,91% за). Одзив је био висок: 89,18% за кипарске Грке и 87% за кипарске Турке.
Политички лидери обе стране (Тасос Пападопулос и Рауф Денкташ) водили су кампању за „против“ гласања, али је Талат водио кампању за „за“, уз снажну подршку Турске. У излазним анкетама, 75% кипарских Грка који су гласали против навело је „безбедносну забринутост“ као главни разлог свог избора. Турска не само да је поново добила право једностране војне интервенције, већ би јој било дозвољено да задржи велики број трупа на Кипру након нагодбе, док је Национална гарда требало да буде распуштена.
У академској студији о одговору бирачког тела на Ананов план наводи се да је он био осуђен на одбацивање на биралиштима, јер је развијен кроз „лоше осмишљен процес тајне дипломатије” којим се занемарују ставови кипарске јавности. Студија препоручује да будући напори треба да укључе консултације са јавношћу у процес преговора.
Након референдума о Аннановом плану, УН су поздравиле гласање кипарских Турака и као одговор поново позвале да се укине ембарго и обнови директан економски, политички и друштвени ангажман са Северним Кипром, и то одмах. У извештају генералног секретара УН од 28. маја 2004. је посебно истакнут Ананов позив да се „… елиминишу непотребна ограничења и баријере које имају за последицу изолацију кипарских Турака и ометање њиховог развоја” и позвао да „ако су кипарски Грци спремни да деле моћ и просперитет са кипарским Турцима у федералној структури заснованој на политичкој једнакости, то треба да се покаже, не само речима, већ и делом“, као одговор на огроман контраст између гласова.

## Међународна мишљења

### Уједињене нације
- Савет безбедности поштује исход оба референдума... дели разочарење генералног секретара што напори од 1999. да се поново уједине острво нису успели и жали што је пропуштена изузетна и историјска прилика за решавање питања Кипра. Савет безбедности понавља своју снажну подршку општем политичком решењу на Кипру.
- Кофи Анан: "Остајем убеђен да је план који сам изнео једина реална основа за поновно уједињење острва, за шта верујем да је искрена жеља већине Кипрана у обе заједнице. Надам се да ће ускоро кипарски Грци имати прилику да мирније размотре план и да о њему процене његове праве вредности."[25]
- Алваро де Сото: "Заједно са широким делом међународне заједнице, генерални секретар је и даље убеђен да план решења који је изнет двема странама на данашњим референдумима представља праведан, одржив и пажљиво избалансиран компромис — онај који је у складу са дуго договореним параметрима за решење и са визијом Савета безбедности за решење, и испуњава минималне захтеве свих заинтересованих."[26]

### Европска унија
Пре референдума:
- Изражава своју подршку и поздравља иницијативу генералног секретара Уједињених нација...
- Признаје – иако би безрезервно поздравила уједињени Кипар као чланицу Европске уније – право Кипрана да сами одлучују о плану на референдуму без притиска споља и поштоваће такву одлуку, али истиче да и даље је неопходна широка информативна кампања заснована на чињеницама;
- Сматра да овај завршни документ представља историјски компромис који би окончао један од најдуготрајнијих сукоба у Европи и могао би послужити као сјајан пример за решавање једнако тешких међународних питања;
- Сматра да коначни ревидирани план институционализира функционалан федерални систем власти који је у стању да осигура да уједињени Кипар може говорити једним гласом и у потпуности играти своју улогу у оквиру европских институција, и позива све стране да испуне своје обавезе са поштењем и отвореношћу.[27]

После референдума: "Европска комисија дубоко жали што заједница кипарских Грка није одобрила свеобухватно решење кипарског проблема, али поштује демократску одлуку народа. Јединствена прилика да се дође до решења за дуготрајно питање Кипра је пропуштена. Европска комисија жели срдачно честитати кипарским Турцима на њиховом гласу "за". Ово указује на јасну жељу заједнице да реши проблем острва. Комисија је спремна да размотри начине даљег унапређења економског развоја северног дела Кипра." 

### Уједињено Краљевство
- Тони Блер: "Сада морамо деловати на окончању изолације северног Кипра. То значи укидање санкција за трговину и путовања. То такође значи да се осигура да су средства ЕУ која су тренутно доступна за распршивање заправо распршена."
- Дејвид Хени: "Кипарски Турци могу разумно тражити да они не буду жртве овог назадовања; а ипак су они ти који су остали у лимбу ван Европске уније. Али оно што је сада потребно, свакако, јесте да се уклони свака дискриминација против људи који су, на крају крајева, грађани Европске уније и да се кипарски Турци и њихово законодавство и административна пракса припреме за евентуално чланство у Европи."
- Денис МекШејн: "Верујем да је била велика срамота што су кипарски Грци гласали против и да је била грешка одбацити Ананов план. Чврсто верујемо да кипарски Турци, који су гласали за мирно решење кипарског проблема, не би требало да буду кажњени јер су кипарски Грци одбацили планове УН за решење. Кипарски Турци су показали жељу да буду у ЕУ, као део уједињеног острва…. Јасна већина гласања заједнице кипарских Турака на референдуму 24. априла да прихвати план генералног секретара УН за решење кипарског проблема није прошло незапажено. Влада Уједињеног Краљевства верује да треба предузети кораке што је пре могуће да би се окончала изолација кипарских Турака."[29]

### САД
- Стејт департмент: „Свакако смо тражили кораке да олакшамо изолацију стране кипарских Турака. Наш амбасадор на Кипру прошле недеље је најавио корак у вези са продужењем важења виза за кипарске Турке који им олакшава путовање, посебно за студенти који би могли да дођу у Сједињене Државе. Дакле, то је једна ствар коју смо већ најавили. Размотрићемо друге кораке које можемо предузети и обавестићемо их у одговарајућем тренутку."
- Колин Пауел: "Сматрамо да гласање кипарских Грка против нагодбе значи да је изгубљена јединствена и историјска прилика. Верујемо да је решење било праведно. То је прихватила страна кипарских Турака. Бољег решења неће бити. Нема другог Нема бољег договора и надамо се да ће кипарски Грци то у догледно време схватити. Немамо ништа осим похвале за храбре кипарске Турке који су гласали за ово решење… Нема новог преговарачког плана, нема плана поновних преговора. Ово је договор. Мислимо да је било доста манипулација лидера кипарских Грка уочи избора; да је исход био за жаљење, али не и изненађујући, с обзиром на те поступке. Мислим да су и Европљани јасно дали до знања – изјаве комесара за спољне односе Криса Патена, председника Европског парламента Пета Кокса, комесара за проширење Ферхојгена – да и они имају јаку забринутост у том погледу."

### Немачка
- Јошка Фишер: "Немачка влада жали што је на данашњем референдуму на Кипру само на северном делу острва гласано „за“. Разочаравајуће је што грађани на југу острва нису искористили велику прилику за поновно уједињење коју је понудио Ананов план. Нажалост, поново уједињени Кипар сада се неће придружити Европској унији 1. маја."

### Француска
- Министарство спољних послова: Француска се нада да Комисија, у складу са закључцима Европског савета у Копенхагену из децембра 2002. године, предлаже да се предузму одговарајуће мере за унапређење економског развоја северног дела острва и његово приближавање Унији.

### Шведска
- Горан Персон: "Ценимо иницијативу премијера Ердогана и турске владе у циљу поновног уједињења Кипра. Сада ЕУ мора да процени како може да допринесе и олакша трговину на острву и граничним прелазима између два дела."

### Чешка република
- Министарство спољних послова: 1. маја 2004. Кипар ће постати чланица ЕУ. Турски становници Кипра на референдуму су изразили вољу за уједињењем Кипра. Не би требало да постану таоци ситуације са којом ће се суочити после 1. маја услед одбијања Анановог плана на јужном делу острва. Министарство спољних послова Чешке верује да ће ЕУ и међународна заједница пронаћи начин да помогну северном делу Кипра да превазиђе економске и социјалне последице вишедеценијске међународне изолације.

## Противници Плана
- Алфред Морис де Заја (стручњак у области људских права, као и бивши високи функционер Уједињених нација.): "Сматрам да је Ананов план суштински погрешан. Да кажем заједничким језиком, сматрам да тај план није добар за почетак уједињења. Толико је некомпатибилан са међународним правом и међународним нормама људских права да је ништа мање него шокантно да је организација овај план донела би се подвргла политичком притиску и политичким интересима моје земље [САД] и Велике Британије, да би задовољио интересе НАТО партнера… Мислим да се то не може спасити, искрено. Мислим да се не може спасити, а да је прошао, мислим да би то била велика медвеђа услуга не само кипарском народу, већ и међународном праву; јер све што смо ми у УН покушавали да изградимо током 60 година, норме међународног права које се појавило у међународним уговорима, у резолуцијама Савета безбедности, било би ослабљено ако не би постало смешно аранжманом који их суштински игнорише, чини ирелевантним или делује потпуно супротно слову и духу тих споразума и резолуција."[30]
- Шломо Авинери (професор универзитета у Јерусалиму): "Чинило се да су УН и ЕУ били склони да легитимишу бар неке од последица турске инвазије 1974, јер је ЕУ хтела да скине питање Кипра са стола како би олакшала преговоре о приступању Турске ЕУ. Кипарски Грци не би имали слободу кретања у својој земљи. На неки начин, кипарски Грци би били у неком врсту гета."
- Клер Пејли (саветница за уставно право кипарских влада од 1980.): "… да је он [Анан] био ближе укључен у детаље, [он] не би желео да се његово име историјски повезује са таквим одступањима од међународног права и стандарда људских права. …изгубљена је значајна прилика да се постигне договорено решење као резултат понашања Секретаријата УН, саветованог од стране САД и УК…. Секретаријат је настојао да обмане међународну заједницу кроз Извештаје генералног секретара и брифинге које је припремио, како би извршио притисак на малу државу да ефикасно прихвати последице агресије велике суседне државе, савезнице две сталне чланице Савета безбедности."
- Група правних експерата: "Услови Анановог плана би заправо уградили нестабилност у срце кипарског споразума и неизбежно би довели до све већих трвења и дестабилизације. Ово је подвучено одредбама које се односе на положај страних држављана са ефективном контролом кључних области владиних активности на Кипру. Чини се да би примери у којима би не-кипрани (у случају неслагања између једнаког броја кипарских Грка и кипарских Турака) имали ефективну контролу укључују Комисију за помирење; Врховни суд би добио законодавна и извршна овлашћења; Централна банка; одбор за пресељење; имовинског суда и органа имовинског одбора. Имајући у виду искуство из периода 1960–63, критична је потреба за стабилношћу у уређењу владиних активности. Даље, дотични страни држављани не би били демократски одговорни народу Кипра."[31]
- Доминик Суше: "Што се тиче референдума на Кипру, примарни циљ Парламента треба да буде да на себе примени принципе које узвикује на сав глас: поштовање људских права и поштовање демократије. Што се тиче прве тачке, Ананов план има фундаменталне замерке. Како би Европски парламент могао да подржи предложено решење којим се избеглицама ускраћује право да поврате имовину одузету од њих, што представља трајно ограничење слободе кретања и настањивања људи, које одржава присуство окупаторских трупа и које не пружа никакав регрес против кршења људских права пред судом у Стразбуру? Што се тиче друге тачке, Парламент не сме да се сложи са скандалозним притиском који на кипарске Грке врше и Сједињене Државе и Европска комисија – а посебно комесар Ферхојген, један од најжешћих заговорника приступања Турске Европској унији. Владавина демократије значи да се одлука народа мора поштовати, посебно ако је изражена на најнепобитнији начин у овом погледу: референдумом."[32]
- Кристофер Прајс: "Стране у преговорима УН, Грчка, Турска, влада кипарских Грка и (још међународно непризната) администрација кипарских Турака састали су се у априлу у Бургенстоку у Швајцарској, дозволивши Кофију Анану да донесе сопствене арбитражне одлуке о било ком нерешеном питања када су преговори завршени; у завршној фази турска војска је поставила још додатних захтева у последњем тренутку—што кипарски Турци нису тражили и нису желели. Подстакнут од стране ЕУ и САД, Анан их је све прихватио—укључујући предлог да турске трупе остану на острву заувек. Овај уступак је срачунат да се изглади пут Турске ка чланству у ЕУ (крајњи рок за преговоре о коме је одређен до краја 2004. године) и да се кипарски Грци демонизују као жртвено јагње уколико се политичко решење не оствари. Краткорочно, овај део нагодбе је успео. Кипарски Турци „да“ и кипарски Грци „не“ су на накнадним референдумима генерисали пажљиво кореографисане оптужбе против кипарских Грка за „демократску неодговорност“, не желећи поновно уједињење острва и угрожавајући чланство Турске у ЕУ."[33]
- Мумтаз Сојсал: "Коначна верзија плана није пакет око којег су се стране икада договориле. Реч је о маси принуда које су написали помоћници генералног секретара УН који су рекли „ово вас чека на пола пута“, а затим их пренели странкама. Друго, не постоји преседан у међународном праву да се такав план изнесе на референдум. Референдум треба да буде заснован на одређеном тексту који припрема нека власт, или да то буде текст око којег су се странке договориле да би људи знали да ће споразум бити прихваћен ако гласају за њега. Ниједан од ових услова сада не постоји. Генерални секретаријат УН, чији је ауторитет контроверзан, извршио је своју 'мисију добре воље' (мисија добре услуге) коју је одобрио Савет безбедности и натерао стране да је прихвате путем претњи и обмане. Текст је лишен компромиса. Треће, ако оставимо по страни судске несугласице по разним питањима, ова 'мапа зона' је мапа која се представља онима који ће тамо живети без икакве расправе."[34]

## Последице

### Грчки разлози гласања против
Скраћен текст из извештаја „Случају против Анановог плана“, од Куфудакиса и Киријакидеса и у писму председника Републике, г. Тасоса Пападопулоса, генералном секретару Уједињених нација, г. Кофију Анану од 7. јуна 2004.
- Конститутивна држава кипарских Турака би била интегрисана у Турску, чиме би Уједињена Кипарска Република (УКР) била одговорна Турској.
- Турској је дато право да се меша у Уговор између Египта и Републике Кипар о разграничењу искључиве економске зоне. Права Кипра на континентални појас на југу такође би била одговорна Турској.
- Турској је дато право да стално стационира турске трупе на острву Кипар.
- Кипар је 77% грчки и 18% турски. 5% становништва су друге етничке групе. Ананов план налаже једнаку заступљеност Грка и Турака у предложеном Сенату и у Врховном суду, дајући 50-50 заступљеност двема заједницама и стога несразмерну заступљеност Турцима.
- План је створио конфедерацију иако је користио термин "федерација" јер није постојала хијерархија закона, док је централна власт произилазила из такозваних саставних држава. Врховни суд се састоји од једнаког броја судија кипарских Грка (77% становништва) и кипарских Турака (18% становништва), плус три стране судије; тако би странци давали одлучујуће гласове.
- План није укључивао решење у вези са репатријацијом турских досељеника који живе на земљишту у власништву кипарских Грка на Северном Кипру, док је након 19 година очигледна могућност укидања дерогације за 5% Грка и Турских држављана који би могли да се населе на Кипру, а видљива је и опасност од трајног масовног насељавања Кипра од стране Турске.
- Скоро сви турски досељеници би добили држављанство или право на боравак који би довео до држављанства. Централна влада би имала ограничену контролу над будућом турском имиграцијом. Они досељеници који одлуче да се врате у Турску добиће надокнаду од стране Кипра и кипарских Грка. Иако је Турска систематски доводила насељенике да би променила демографију острва, није имала одговорност за њихову репатријацију.
- План је једноставно занемарио једноставан језик и јасно значење Женевске конвенције из 1949. године, одељак III, члан 49, који забрањује колонизацију од стране окупационе силе. Члан 49 у свом последњем ставу каже: „Окупациона сила неће депортовати нити преместити делове сопственог цивилног становништва на територију коју окупира”.
- План се није у потпуности бавио питањем демилитаризације правно неважеће 'Турске републике Северни Кипар', а кипарски Грци су сматрали да немају разлога да верују турским обећањима у вези са повлачењем трупа.
- Кипар би био искључен из заједничке европске одбрамбене и спољне политике, док би турске трупе остале на Кипру чак и након приступања Турске ЕУ са правом интервенције, (војна инвазија – повремено се користи еуфемистички), у будућој држави која је саставни део кипарских Грка .
- Многи кипарски Грци протумачили су политику права на повратак као озбиљно погрешну, што значи да би само 20% избеглица кипарских Грка могло да се врати у временском оквиру од 25 година, док би кипарски Турци имали пуно право на повратак. План је ускраћен за сва права Кипрана која уживају сви остали грађани ЕУ (право на слободно кретање и боравак, право да се пријаве за рад на било којој позицији (укључујући националне државне службе, право гласа).
- Да је план прихваћен, кипарски Турци би добили све своје тражене захтеве у 24 сата након референдума. Захтеви кипарских Грка, међутим, били су дугорочни – као и зависни од добре воље Турске да испуни своје обавезе.
- Повратак турске окупиране земље десиће се у периоду између три и по месеца и три и по године од потписивања решења без икаквих гаранција да ће то бити спроведено. Одбијен је кипарско-грчки предлог да се ове области ставе под контролу мировних снага Уједињених нација на Кипру, а не турске војске.
- План се није бавио питањем британских суверених база на острву, иако би делови база били пребачени на владе двеју конститутивних држава.
- Британцима је додељено право да једнострано дефинишу епиконтинентални појас и територијалне воде дуж две основне области и да траже потенцијална права на минерале. Према Циришком и Лондонском споразуму из 1959-1960, Британија није имала таква права (2. анекс Додатног протокола уз Уговор о оснивању из 1959.).
- План је ослободио Турску сваке одговорности за њену инвазију на Кипар и њена убиства, силовања, уништавање имовине и цркава, пљачку и протеривање око 200.000 кипарских Грка из њихових домова и имовине. Кипарска влада је поднела пријаве Европској комисији за људска права 17. септембра 1974. и 21. марта 1975. Комисија је 10. јула 1976. објавила извештај о оптужбама у две пријаве. У њему је Комисија прогласила Турску кривом за кршење следеће чланове Европске конвенције о људским правима:

1. Члан 2 – убиством недужних цивила почињеним у великим размерама;
2. Члан 3 – силовањем жена свих узраста од 12 до 71 године;
3. Члан 3 – нечовечним поступањем према затвореницима и притвореним лицима;
4. Члан 5. – лишењем слободе за притворена и нестала лица – кршење које траје;
5. Члан 8 – расељавањем лица стварајући више од 180.000 избеглица кипарских Грка, и одбијањем да се избеглицама дозволи повратак у своје домове.

- План није обезбедио плаћање од стране Турске: за животе невиних цивила које је убила турска војска; за жртве силовања турске војске; за огромно уништавање имовине и цркава од стране турске војске; и због значајне пљачке турске војске.
- План је подрио имовинска права кипарских Грка и других легалних власника имовине у окупираној области: забраном обраћања европским судовима о имовинским питањима; повлачењем свих нерешених предмета у Европском суду за људска права и њиховим прослеђивањем локалним судовима; дозвољавајући кипарским Турцима и илегалним насељеницима/колонистима копнених Турака да задрже домове и имовину кипарских Грка које су им незаконито дали након инвазије Турске на Кипар и не морају да надокнаде законитим власницима имовине за 30 година незаконитог коришћења; по веома компликованом, двосмисленом и неизвесном режиму решавања имовинских питања који се заснива на принципу да се власници некретнина у крајњој линији могу приморати да се одрекну својих имовинских права чиме би се кршила Европска конвенција о људским правима и међународно право. Власницима имовине кипарских Грка требало би да буду надокнађени из савезног трезора који би у великој мери финансирали кипарски Грци, што значи да би кипарски Грци сами себи надокнађивали трошкове.
- План би имао ефекат заштите оних британских држављана који су илегално купили имовину кипарских Грка од досељеника или лица која нису власници; на окупираном северу Кипра. Они се, у ствари, не би сматрали одговорним за своје незаконите радње.
- Трошкове поновног економског уједињења сносили би кипарски Грци. Трошкови поновног уједињења процењени су на близу 20 милијарди долара
- Према Анановом плану V, кипарским Грцима не би било дозвољено да чине више од 6% становништва ни у једном селу у областима под турском контролом на северу, тако да би били спречени да оснују сопствене школе за своју децу.
- Споразум поставља временска ограничења у праву слободног, трајног смештаја кипарских Грка назад у своје домове на северу као државу кипарских Турака, што представља одступање од праксе Европске уније. Оне избеглице кипарских Грка које би се вратиле у своје домове у регионима под управом кипарских Турака не би имале локална грађанска права, јер би политички представници државе кипарских Турака били бирани само из редова кипарских Турака.
- Функционалне слабости Плана угрожавају, између осталог, несметану активност и учешће Кипра, једногласно, у Европској унији. Док су кипарски Грци уз много жртава постигли пријем Кипра у Европску унију, кипарски Грци би врло лако могли бити доведени до неутрализације приступања до усвајања свих неопходних федералних и регионалних правних мера или губитка користи од приступања или суочавање са препрекама у учешћу Кипра у Економској и монетарној унији и другим европским институцијама.
- Привреда Кипра би била одвојена са Планом. Неће постојати заједничка монетарна политика, фискална политика и никаква улагања предузећа кипарских Грка неће бити дозвољена у конститутивној држави кипарских Турака.
- Многи кипарски Грци су сматрали да је захтев да се питање Кипра реши пре уласка Кипра у ЕУ тако да поновно уједињење не мора да садржи елементе европског права који су некомпатибилни са одређеним одредбама Анановог плана. Ово су додатно подржали многи који су захтевали да ЕУ прихвати све дерогације чак и ако крше одлуке Европског суда, европски закон и резолуције Савета безбедности УН. Романо Проди и Гинтер Ферхојген су у више наврата указивали да свако такво одступање треба да буде само на неки кратак временски период и да не би требало да крши никакве европске прописе.